# Jacob Petrus Havelaar
Jacob Petrus Havelaar (Rotterdam, 23 januari 1840 – 's-Gravenhage, 7 april 1918) was een Nederlands waterbouwkundig ingenieur en politicus. Hij was minister in het kabinet-Mackay.

## Levensloop
Havelaar was de zoon van Marinus Elisa Havelaar en Dorothée Emilie Marie Tschiffély. Na het lager en middelbaar onderwijs volgde hij de officiersopleiding bij het Koninklijk Instituut der Marine (KIM) te Willemsoord van 1855 nog 1857. Op 3 februari 1857 behaalde hij de rang van adelborst derde klasse. Vanaf 1857 studeerde verder aan de Koninklijke Academie te Delft, waar hij afstudeerde als waterstaatkundig ingenieur.
Havelaar begon als ingenieur bij de waterstaat in Utrecht werkte en directeur van de Provinciale Waterstaat van Drenthe was. 
Als minister bracht hij in het kabinet-Mackay een wet waardoor nog slechts twee spoorwegmaatschappijen de spoorlijnen zouden exploiteren tot stand, alsmede een nieuwe wet op de brievenposterij.
Na zijn ministerschap werd hij Tweede- en Eerste Kamerlid, Statenlid en gemeenteraadslid in Den Haag. Tevens was Havelaar van 1893 tot 1902 de eerste directeur-generaal van de destijds net opgerichte Administratie der Posterijen en Telegrafie.

### Personalia
Havelaar trouwde op 13 maart 1868 in Deventer met jkvr. Françoise Anna Maria Emelia Andrea des Tombe (1842-1926), telg uit het geslacht Des Tombe. Ze kregen twee dochters en twee zonen; een dochter trouwde met mr. dr. Willem Carel Adrien baron van Vredenburch (1866-1948).

## Publicaties
- J.P. Havelaar. Brief van Jacob Petrus Havelaar (1840-1918) aan Koninklijk Instituut van Ingenieurs 's-Gravenhage gericht aan Jan Tideman (1821-1901).

Publicaties over Havelaar
- J.P. Havelaar in: Parlementair Documentatie Centrum

- Biografisch Portaal: 36613763
- International Standard Name Identifier: 0000 0003 8725 7732
- Nederlandse Thesaurus van Auteursnamen: 074369261
- Parlement.com: vg09ll1fpkz2
- Virtual International Authority File: 280137081
- WorldCat: E39PBJjmVmWV67BpjHFPCp8V4q